# Lauda-Königshofen

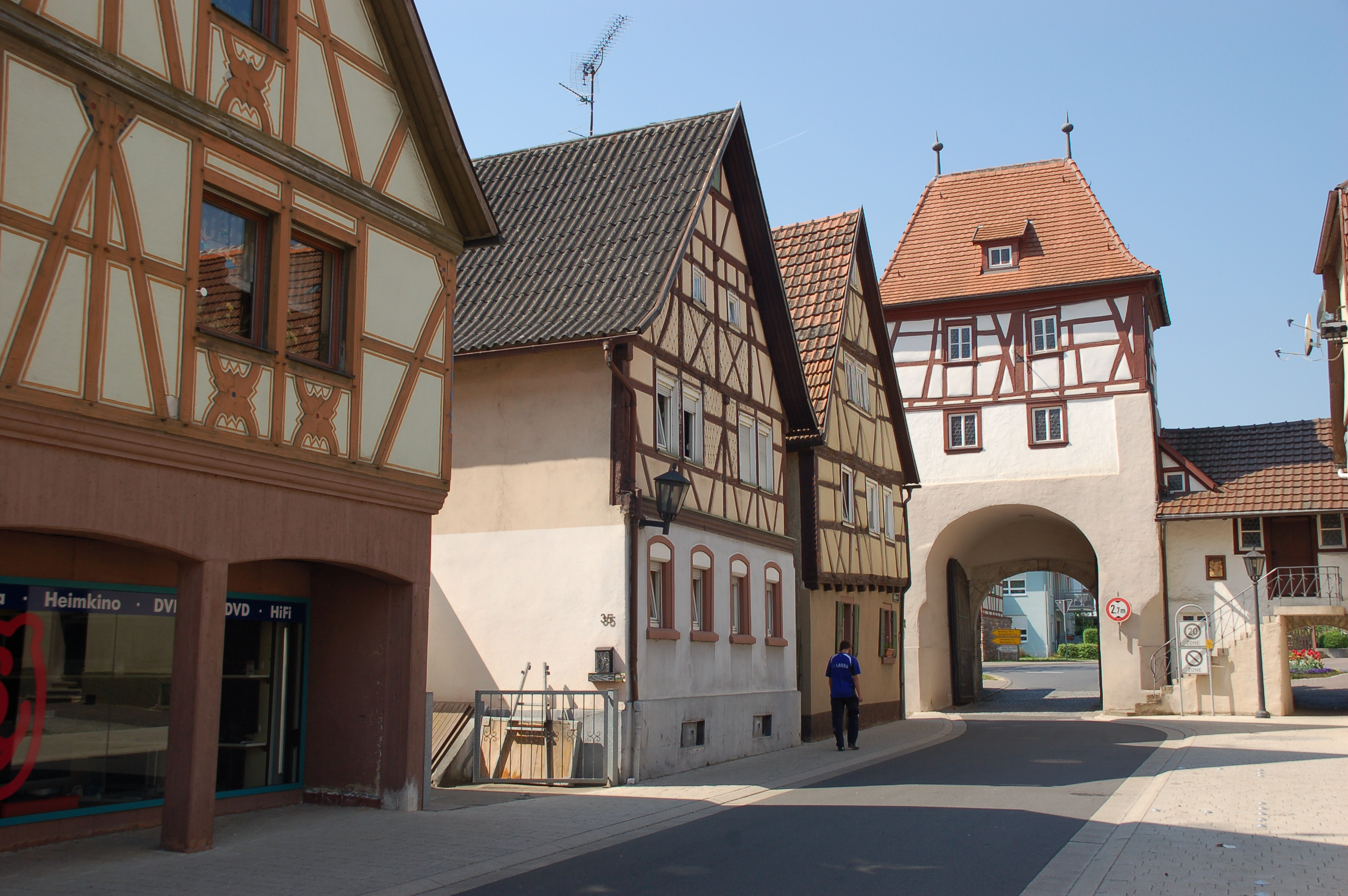
Altstadt von Lauda

Lauda-Königshofen (ⓘ) ist eine Stadt im Main-Tauber-Kreis im fränkisch geprägten Nordosten Baden-Württembergs. Die Weinstadt liegt an der Tauber zwischen der Kreisstadt Tauberbischofsheim und der Großen Kreisstadt Bad Mergentheim in der heute als Tauberfranken bekannten Region.

## Geographie

### Geographische Lage
Die Gemeinde liegt an der Romantischen Straße im Herzen des „Lieblichen Taubertales“ in 189 bis 320 Meter Höhe über Normalnull und zählt zur Region Franken.

### Stadtgliederung
Sie besteht aus folgenden ehemals selbstständigen Städten und Gemeinden (in Klammern Einwohnerzahlen, Stand Februar 2014; Fläche; Lage) mit jeweils zugehörigen Ortschaften:
- Beckstein (344; 2,88 km²; ⊙)
- Deubach (96; 6,22 km²; ⊙) mit dem Hof Sailtheim (⊙). Anders als die übrigen, badischen Ortsteile gehörte Deubach vor der Gebietsreform zum württembergischen Kreis Mergentheim.
- Gerlachsheim (1.711; 8,75 km²; ⊙) mit dem Wohnplatz Elf Morgen (⊙) sowie der abgegangenen Ortschaft Lützellauda
- Heckfeld (435; 14,68 km²; ⊙) mit den abgegangenen Ortschaften Baldertshausen, Ehrbrunn, Hattendorf, Karlsdorf und möglicherweise Tenbach
- Königshofen (Stadt; 2.569; 13,81 km²; ⊙) mit den Wohnplätzen Am Breitenstein (⊙), Bachmühle (⊙), Bahnhof Königshofen (⊙), Becksteiner Weg (⊙), Elektr.-Werk Neumühle, Ochsenmühle (⊙), Roter Rain (⊙), Roter Weg (⊙), Stadtmühle (⊙), Umpferstraße (⊙) und Walterstal (⊙)
- Lauda (Stadt; 5.677; 12,55 km²; ⊙) mit den Wohnplätzen Im Weißen Bild (⊙) und Taubermühle (⊙)
- Marbach (288; 0,13 km²; ⊙)
- Messelhausen (332; 8,16 km²; ⊙) mit den Weilern Hofstetten (⊙) und Hof Marstadt (⊙)
- Oberbalbach (648; 7,99 km²; ⊙) mit dem Wohnplatz Georgsmühle (⊙) sowie möglicherweise mit den abgegangenen Ortschaften Hagenfeld, Rödelsee und Taxenfeld
- Oberlauda (653; 6,96 km²; ⊙)
- Sachsenflur (319; 5,98 km²; ⊙) mit dem Wohnplatz Breite Mühle (früher nur Mühle[6]) (⊙)
- Unterbalbach (1.557; 5,17 km²; ⊙) mit den in Unterbalbach aufgegangenen Wohnplätzen Mühle (⊙) und Bahnstation Unterbalbach (⊙)

### Schutzgebiete
Im Gemeindegebiet gibt es ein Landschafts- und fünf Naturschutzgebiete:
- Landschaftsschutzgebiet Lauda-Königshofen: 3.181,0 ha; Gemarkung Lauda-Königshofen; seit 2005.
- Naturschutzgebiet Edelberg: 4,2 ha; Stadt Lauda-Königshofen, Gemarkung Sachsenflur
- Naturschutzgebiet Hohenberg: 23,5 ha; Stadt Lauda-Königshofen, Gemarkung Sachsenflur
- Naturschutzgebiet Kaltenberg: 13,0 ha; Stadt Lauda-Königshofen, Gemarkung Königshofen
- Naturschutzgebiet Mehlberg: 4,7 ha; Stadt Lauda-Königshofen, Gemarkung Königshofen
- Naturschutzgebiet Ringelstaler-Weinhalde: 90 ha; Stadt Bad Mergentheim, Gemarkung Edelfingen und Stadt Lauda-Königshofen, Gemarkung Unterbalbach

Die FFH-Gebiete Nordöstliches Tauberland, Nordwestliches Tauberland und Brehmbach und Westlicher Taubergrund liegen teilweise auf der Gemarkung von Lauda-Königshofen. Daneben existieren 59 als Naturdenkmal geschützte Objekte.
Das mit Rechtsverordnung vom 24. Mai 1994 ausgewiesene Wasserschutzgebiet Tauberaue, Lauda-Königshofen mit der WSG-Nr. 128215 umfasst eine geschützte Fläche von 5.424,44 Hektar. Es ist damit eines der größten Wasserschutzgebiete im Main-Tauber-Kreis. Daneben liegt noch das Wasserschutzgebiet Stadt Lauda-Königshofen-Oberbalbach „Felsenquelle“ in der Gemarkung des Stadtteils Oberbalbach.

### Flächenaufteilung
Nach Daten des Statistischen Landesamtes, Stand 2014

## Geschichte

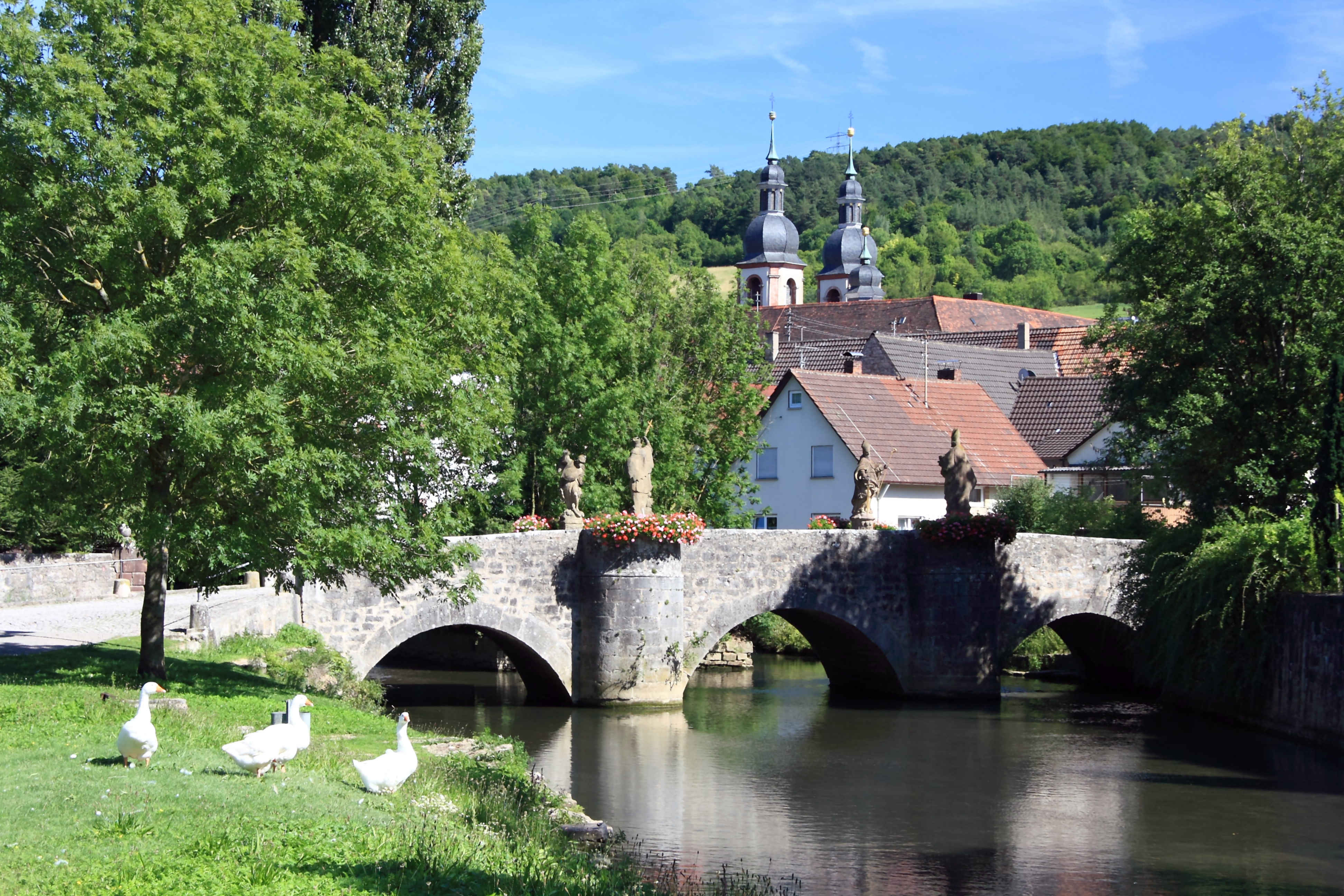
Grünbachbrücke mit Pfarrkirche Heilig Kreuz in Gerlachsheim

### 20. und 21. Jahrhundert
Am 1. Januar 1975 vereinigten sich die Städte Lauda und Königshofen mit der Gemeinde Unterbalbach im Rahmen der Gebietsreform in Baden-Württemberg zur Stadt Lauda-Königshofen. Die Gemeinden Marbach und Oberbalbach kamen hinzu. Schon davor wurden am 1. Januar 1974 die Gemeinden Beckstein, Gerlachsheim und Heckfeld mit der Stadt Lauda zu einer neuen Stadt Lauda zusammengeschlossen. Bereits am 1. Januar 1972 kamen Deubach (Landkreis Mergentheim), Messelhausen und Sachsenflur zu Königshofen sowie Oberlauda zu Lauda.
Die über dreißigjährige Geschichte des Luftwaffenstandortes Lauda-Königshofen seit Oktober 1963 endete im März 2004 mit der Aufgabe der 19,8 ha großen Tauberfranken-Kaserne am Stadtrand von Lauda. Die Schließung des Standorts mit ehemals 1000 Soldaten und Zivilbeschäftigten war mit deutlichen Einbußen der Wirtschafts- und Kaufkraft verbunden. Zu den ehemals stationierten Einheiten gehörten zwei Abteilungen des Fernmelderegiments 32 und später die Radarführungsabteilung 23.

### Einwohnerentwicklung
Die Gesamtbevölkerung der Stadt Lauda-Königshofen entwickelte sich wie folgt:
| Jahr | Bevölkerung |
| ---- | ----------- |
| 1961 | 12.629      |
| 1970 | 14.628      |
| 1991 | 14.841      |
| 1995 | 15.335      |
| 2005 | 15.278      |
| 2010 | 14.624      |
| 2015 | 14.573      |
| 2020 | 14.473      |

Quellen: Gemeindeverzeichnis und Angaben des Statistischen Landesamtes

## Dialekt
Der Laudaer sowie Königshöfer Dialekt, der nur in einem sehr kleinen Gebiet gesprochen wird, gehört der taubergründischen Mundart an. Diese wird dem Ostfränkischen Sprachraum zugerechnet.

## Religion

### Christentum
Die meisten Einwohner sind römisch-katholisch (68,9 %), evangelisch sind 17,9 %. Die katholischen Kirchen der Stadt gehören zur Seelsorgeeinheit Lauda-Königshofen im Dekanat Tauberbischofsheim des Erzbistums Freiburg.
1984 wurde die evangelische Kirchengemeinde geteilt und Königshofen zusammen mit Grünsfeld und einigen anderen kleineren Orten eigenständig. Die evangelische Gemeinde Lauda umfasst heute Lauda, Gerlachsheim, Oberlauda und Heckfeld mit ca. 1800 Mitgliedern.

### Islam
In der Stadt gibt es seit dem Jahre 1987 die Moschee Lauda als islamisches Gebetshaus.

## Politik

### Gemeinderat
Der Gemeinderat hat normalerweise 26 ehrenamtliche Mitglieder, die für fünf Jahre gewählt werden. Die Gemeinderäte führen die Bezeichnung Stadtrat. Die Zahl der Mitglieder kann sich durch Ausgleichssitze erhöhen (gesamt 2019: 29 Sitze; 2014: 29). Hinzu kommt der Bürgermeister als stimmberechtigter Gemeinderatsvorsitzender.
Dabei garantierte die Unechte Teilortswahl bis zur Wahl 2019 den Ortsteilen eine festgelegte Anzahl von Sitzen: Aus Lauda kamen mindestens acht, aus Königshofen mindestens vier, aus Gerlachsheim mindestens drei, aus Oberlauda und Unterbalbach jeweils mindestens zwei Räte, aus Beckstein, Deubach, Heckfeld, Marbach, Messelhausen, Oberbalbach und Sachsenflur kam jeweils ein Gemeinderat.
Ende 2022 wurde die unechte Teilortswahl per Gemeinderatsbeschluss abgeschafft. Durch die ab 2024 angewendete reine Verhältniswahl wird das Gremium schrittweise bis 2034 von 26 auf dann 22 Sitze verkleinert.
Die Kommunalwahl 2024 führte zu folgendem Ergebnis:
| Partei / Liste           | Stimmenanteil | Sitze |
| ------------------------ | ------------- | ----- |
| Freie Bürgerliste (FBL)  | 39,34 %       | 10    |
| CDU                      | 36,78 %       | 10    |
| SPD/Freie Bürger (FB)    | 18,43 %       | 5     |
| Grüne                    | 5,46 %        | 1     |
| Wahlbeteiligung: 61,22 % |               |       |

### Bürgermeister
Am 29. März 2020 wurde Lukas Braun (FDP) im zweiten Wahlgang zum Bürgermeister gewählt und am 3. Mai 2020 verpflichtet und vereidigt.
Siehe auch: Liste der Bürgermeister der Stadt Lauda-Königshofen

### Wappen und Flaggen
| Wappen von Lauda-Königshofen | Blasonierung: „In Blau unter einer goldenen Krone eine schrägliegende goldene Turnierstange, an der linkshin eine eingekerbte, von Weiß und Rot gevierte Fahne („Würzburger Fähnlein“) flattert.“ |
| Wappen von Lauda-Königshofen | Wappenbegründung: Die Figuren des Schildes sind den Flaggen der ehemaligen Städte Lauda (Flagge auf Lanze) und Königshofen (Krone) entnommen. Die Flagge ist die der Stadt und des Bistums Würzburg. Die Bischöfe waren seit Jahrhunderten die ehemaligen Herrscher in Lauda. Die Krone wurde vom gekrönten Haupt in der Flagge von Königshofen entnommen. Wappen und Flagge ohne Wappen wurden am 25. August 1977 vom Landratsamt des Main-Tauber-Kreises genehmigt. |

Bannerflagge der Stadt Lauda-Königshofen
Bannerflagge der Stadt Lauda-Königshofen mit aufgelegtem Wappen

#### Wappen der ehemaligen Gemeinden

Beckstein
Deubach
Gerlachsheim
Heckfeld
Königshofen
Lauda
Marbach
Messelhausen
Oberbalbach
Oberlauda
Sachsenflur
Unterbalbach

### Städtepartnerschaften
Die Stadt Lauda-Königshofen pflegt Partnerschaften mit den folgenden europäischen Städten:
- Boissy-Saint-Léger (Nordfrankreich)
- Paks (Mittelungarn)
- Rátka (Nordungarn)

## Kultur und Sehenswürdigkeiten

### Tourismus
Gerlachsheim, Lauda und Königshofen liegen am Taubertalradweg, einem Radwanderweg in Tauberfranken. Er ist ein Teil der D-Route 9 (Weser - Romantische Straße). Der etwa 180 km lange Jakobsweg Main-Taubertal führt durch Gerlachsheim, Lauda, Beckstein, Königshofen und Sachsenflur. Auch der etwa 130 km lange Panoramaweg Taubertal verläuft durch das Stadtgebiet.
Schnittpunkt von West- und Ostring des Main-Tauber-Fränkischen Rad-Achters ist Lauda-Königshofen.
Der Stadtteil Beckstein ist seit 1981 ein staatlich anerkannter Erholungsort.

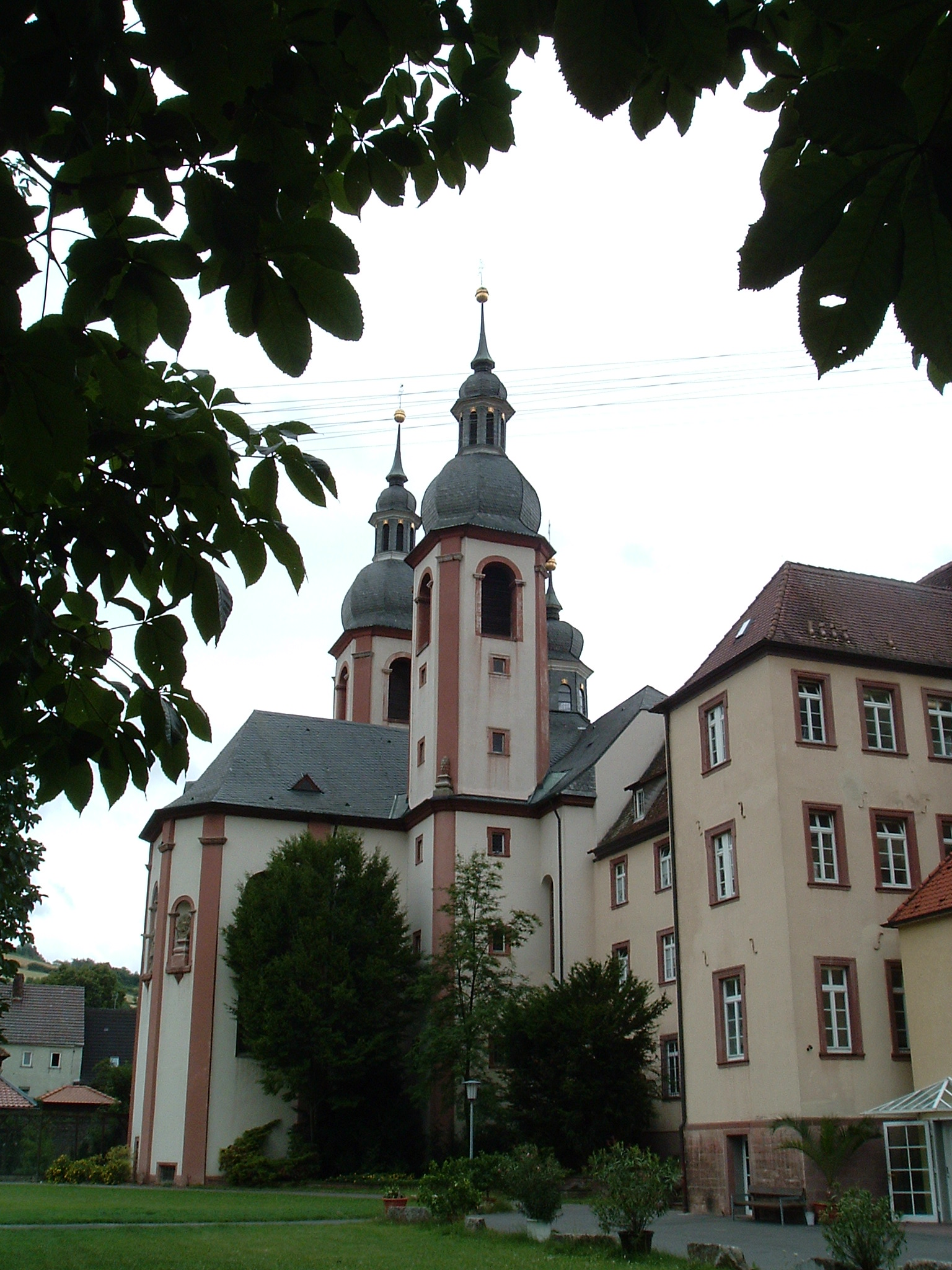
Barockkirche Heilig Kreuz in Gerlachsheim

### Kulturverein
Im Stadtteil Königshofen befinden sich im alten Schulhaus die Veranstaltungsräume des Kulturschock e. V. Ziel des aus der Jugendhausinitiative Königshofen hervorgegangenen Vereines mit jetwa 80 Mitgliedern ist es, nicht alltägliche Kunst und Kultur im ländlichen Raum zu fördern. Das Programm sieht unter anderem Kleinkunst, Theater, Kabarett, Lesungen und Musik mit regionalen und internationalen Musikgruppen vor.

### Museen
In der Stadt Lauda und im Ortsteil Heckfeld befindet sich jeweils ein Heimatmuseum.

### Bauwerke
- Katholische Stadtkirche St. Jakobus in Lauda aus dem 14. Jahrhundert mit reicher Barockausstattung.[24] Sie gehörte ab 1400 bis zur Reformation zu den drei Eigenpfarreien der Universität Heidelberg, die den zuständigen Diözesanbischöfen entzogen waren und unmittelbar dem Papst unterstanden. Erster päpstlicher Verwalter dieser Pfarreien war der Kanoniker und Neustadter Stiftsdekan Heilmann von Wattenheim († 1411), der damit quasi in den Rang eines päpstlichen Archidiakons aufstieg. Das Universitätspatronat über die drei Kirchen blieb bis zur Einführung der Reformation bestehen.[25]
- Die Kapelle zum heiligen Grab, auch Blutskapelle genannt, wurde im 13. Jahrhundert errichtet.
- Barockkirche Heilig Kreuz in Gerlachsheim, erbaut als Klosterkirche des ehemaligen Prämonstratenserpriorats Gerlachsheim[26][27]
- Barockbrücke über die Grünbach mit Statuen von vier Brückenheiligen

### Schwimmbäder

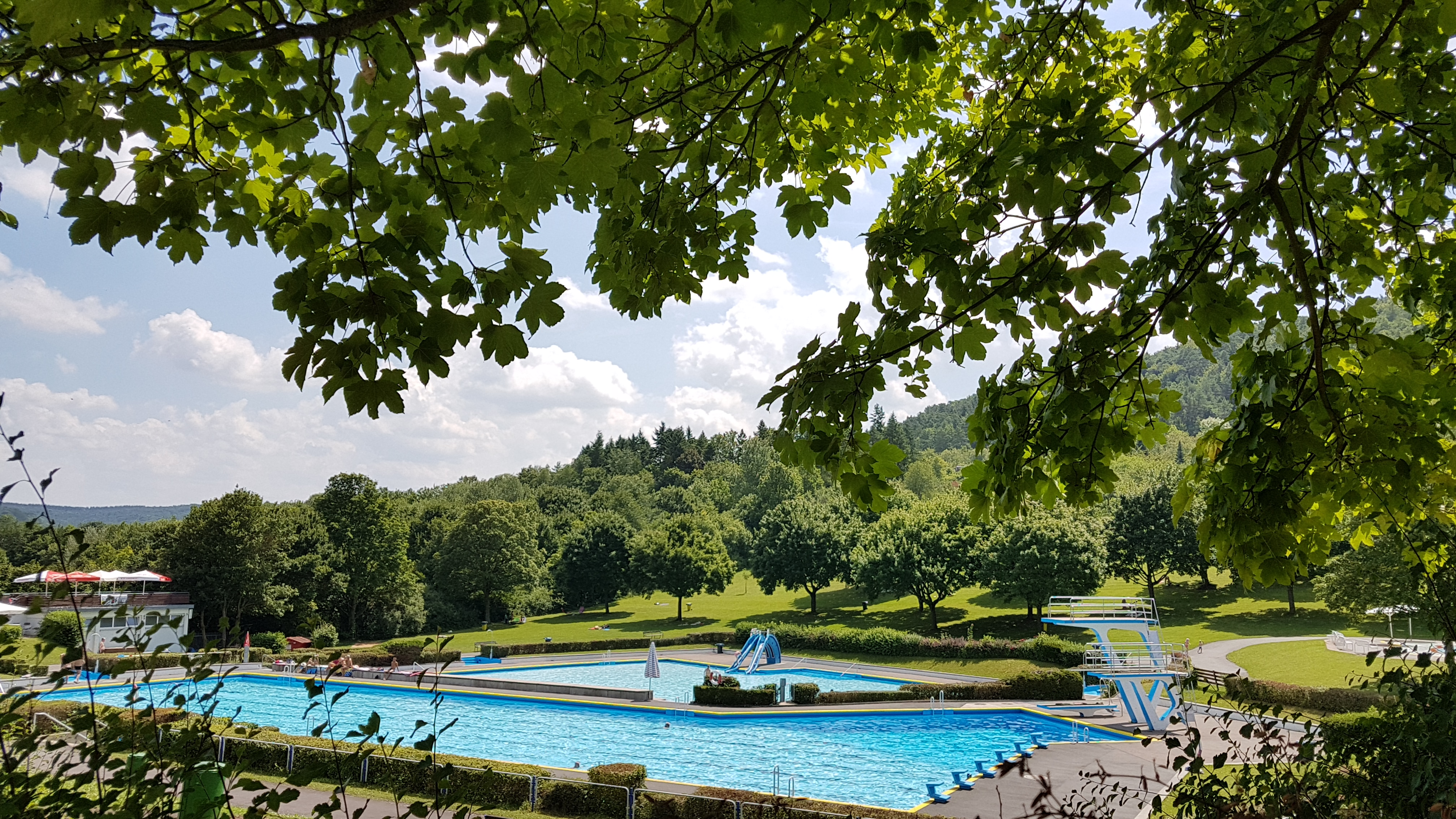
Terrassenfreibad Lauda
Hallenbad Lauda

#### Terrassenfreibad
In Lauda befindet sich ein beheiztes Terrassenfreibad. Das Schwimmbecken bietet eine Länge von 50 Metern. Im Sprungbereich existiert ein 5-Meter-Turm. Das Nichtschwimmerbecken ist mit einer Wasserrutsche ausgestattet. Daneben gibt es eine große Liegewiese, einen Spielplatz, ein Beachvolleyballfeld und einen Tischtennisbereich. Ein Kiosk sorgt für die Verpflegung.

#### Hallenbad mit Sauna
Im Hallenbad Lauda mit barrierefreiem Zugang gibt es ein Schwimmerbecken mit einer Länge von 25 Metern und eine Sprunganlage mit 1-m-Sprungbrett und 3-m-Sprungturm. Für das Wohlbefinden sorgen eine Nackendusche sowie Massagedüsen. Für Kinder gibt es im Schwimmbecken einen abgegrenzten Nichtschwimmerbereich. Im Saunabereich gibt es u. a. eine „Finnische Sauna“ und eine „Kneipp-Ecke“.

### Sport
Der 1913 gegründete FV Lauda spielte von 1997 bis 2006 in der Fußball-Oberliga Baden-Württemberg, wo er 2000 seine beste Platzierung als Vizemeister erreichte.
Der für alle offene Eisenbahner Turn- und Sportverein (ETSV) Lauda vereint die Sportarten Handball, Volleyball, Leichtathletik, Schwimmen, Turnen, Tischtennis und Karate unter einem organisatorischen Dach. Die sehr große Abteilung Tischtennis des ETSV Lauda stellt seit 1954 bis heute in den verschiedenen Kategorien teils mehrere der stärksten Mannschaften der Region. Sie hatte ihre erfolgreichste Zeit von Mitte der 1970er bis Mitte der 1980er Jahre, als sie mit der ersten Mannschaft in der Landesliga spielte. Sie stellte sowohl bei der Jugend als auch den Erwachsenen mehrere männliche und weibliche badische Landesmeister.
Seit 1991 besteht der American-Football-Club Lauda Hornets, und 2002 wurde der Karnevalistische Tanzsportclub Lauda gegründet.

### Regelmäßige Veranstaltungen
- Einmal jährlich findet das Heavy-Metal-Festival Keep It True in der Tauberfrankenhalle in Königshofen statt.
- Mitte Juni wird in der Altstadt Laudas das Laudaer Weinfest gefeiert, das von vielen regionalen Vereinen getragen wird.
- Anfang August findet in Lauda das Dampflokfest statt. Es wird organisiert von der Interessengemeinschaft der Dampflokfreunde Lauda. Der Erlös dieses Festes mit Bewirtung und Musik dient der Erhaltung der Dampflok 052 908-1, die dort als Denkmal aufgestellt ist.
- Ab dem dritten Septemberwochenende findet um die Tauberfrankenhalle die zehntägige Königshöfer Messe statt, das größte tauberfränkische und nordbadische Volksfest mit Vergnügungspark, Verkaufsmesse und einer Gewerbeausstellung.[30] Außerdem werden seit 1991 unter der Bezeichnung Messelauf mehrere Laufwettbewerbe (Halbmarathon, 10-km-Lauf, 10,2-km-Team-Lauf, 5-km-Hobbylauf, 10-km-Walker und 2,5-km-Lauf für Schüler) durchgeführt.[31][32]

## Wirtschaft und Infrastruktur
Lauda ist ein traditioneller Weinbauort im Weinbaugebiet Baden.

### Wasserversorgung
Das in Dittigheim von 2015 bis 2017 errichtete Wasserwerk Taubertal versorgt rund 40.000 Menschen aus drei Städten und drei Gemeinden, sowie Industrie und Gewerbe im mittleren Taubertal mit Trinkwasser. Betreiber ist der Zweckverband Wasserversorgung Mittlere Tauber, dem neben den Städten Lauda-Königshofen, Tauberbischofsheim und Grünsfeld auch die Gemeinden Großrinderfeld, Werbach und Wittighausen angehören.

### Verkehr

#### Eisenbahn

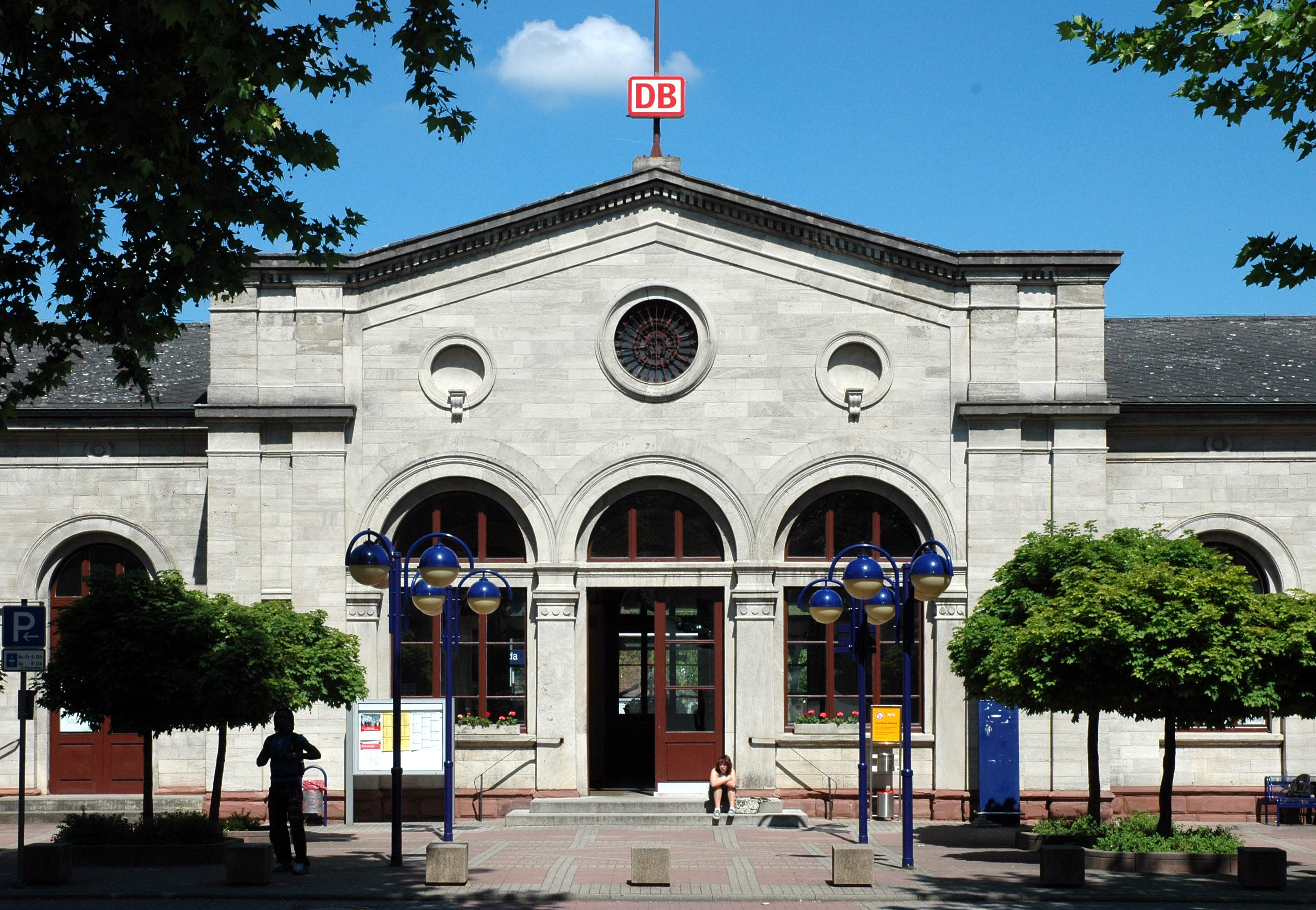
Bahnhof Lauda, Empfangsgebäude von 1871–73 (Mai 2007)

Im Bahnhof Lauda zweigt die Bahnstrecke Lauda–Wertheim von der Frankenbahn ab, im Bahnhof Königshofen wiederum mündet die Bahnstrecke Crailsheim–Königshofen in diese ein. Dritte Zugangsstelle im Stadtgebiet sind der Haltepunkt Gerlachsheim an der Frankenbahn. Die Haltepunkte Sachsenflur an der Frankenbahn und Unterbalbach an der Bahnstrecke Crailsheim–Königshofen wurden hingegen aufgelassen.
Lauda hatte früher ein bedeutendes Bahnbetriebswerk, das als Beschäftigungsgarant zum Wachstum der Bevölkerungszahl erheblich beitrug. Nahe der Hauptschule erinnert eine als Denkmal aufgestellte Dampflokomotive der Baureihe 52 an diese Zeit.

#### Straßenverkehr
Im Stadtteil Königshofen treffen die Bundesstraße 290 (Tauberbischofsheim–Westhausen) und die Bundesstraße 292 (nach Bad Schönborn) aufeinander. Die Anschlussstelle an die Autobahn 81 Richtung Würzburg/Heilbronn ist nur wenige Minuten von Lauda über die B 290 entfernt.

#### Radverkehr
Durch Alltagsrouten aus dem Radnetz Baden-Württemberg ist Lauda-Königshofen 
- mit Tauberbischofsheim,
- über den Stadtteil Unterbalbach mit Bad Mergentheim,
- über den Stadtteil Gerlachsheim und über Grünsfeld und Wittighausen Richtung Würzburg und
- über Boxberg (Baden) mit Osterburken und Adelsheim verbunden.

Zudem bestehen touristische Radfernwege. Mehr dazu unter Tourismus.

### Ansässige Unternehmen
Das Unternehmen Lauda Dr. R. Wobser GmbH & Co. KG ist ein Unternehmen der Temperier- und Messtechnik und in Lauda ansässig. Die Firma StieberDruck GmbH ist eine überregional tätige Druckerei und hat ihren Sitz ebenfalls in Lauda.

### Bildung
Mit dem Martin-Schleyer-Gymnasium Lauda-Königshofen, der Josef-Schmitt-Realschule Lauda-Königshofen, der Grund- und Hauptschule mit Werkrealschule Lauda (seit 2014 Gemeinschaftsschule Lauda-Königshofen), der Turmbergschule in Königshofen (seit 2010 Grundschule) und zwei weiteren Grundschulen in Gerlachsheim und Unterbalbach sind in Lauda-Königshofen alle weiterführenden Schularten vertreten. Daneben bestehen mit der Florian-Geyer-Förderschule, der Schule im Taubertal für geistig Behinderte, der Ländlichen Heimvolkshochschule Lauda, der Berufsbildungsstätte des DGB und der Schule für Musik und Tanz im Mittleren Taubertal weitere Bildungseinrichtungen.

### Militär
Der zum Einsatzführungsbereich 2 gehörige Abgesetzte Technische Zug 247 betreibt in der LV-Anlage Gustav eines von sechs in Deutschland installierten Luftverteidigungsradarsystemen des Typs GM 406F.

## Persönlichkeiten
Siehe: Liste von Persönlichkeiten der Stadt Lauda-Königshofen